# Азербејџан на Светском првенству у атлетици у дворани 2014.
Азербејџан је учествовао на Светском првенству у атлетици у дворани 2014. одржаном у Сопоту од 7. до 9. марта, десети пут. Репрезентацију Азербејџана представљао је један атлетичар, који се такмичио у трци на 3.000 метара.,
На овом првенству Азербејџан није освојио ниједну медаљу. У табели успешности према броју и пласману такмичара који су учествовали у финалним такмичењима (првих 8 такмичара) Азербејџан је са једним учесником у финалу делио 40. место са 3 бода.
| Плас. | Земља      | 1. место | 2. место | 3. место | 4. место | 5. место | 6. место | 7. место | 8. место | Бр. финал. | Бод. |
| ----- | ---------- | -------- | -------- | -------- | -------- | -------- | -------- | -------- | -------- | ---------- | ---- |
| =40.  | Азербејџан | 0        | 0        | 0        | 0        | 0        | 1        | 0        | 0        | 1          | 3    |

Није било нових националних, личних и рекорда сезоне.

## Учесници
Мушкарци:
- Хајле Ибрахимов — Трка на 3.000 метара

## Резултати

### Мушкарци
| Атлетичар       | Дисциплина | Лични рекорд | Квалификација | Квалификација | Финале   | Финале      | Детаљи |
| Атлетичар       | Дисциплина | Лични рекорд | Резултат      | Место         | Резултат | Место       | Детаљи |
| --------------- | ---------- | ------------ | ------------- | ------------- | -------- | ----------- | ------ |
| Хајле Ибрахимов | 3.000 м    | 7:39,59 НР   | 7:43,15       | 4 у гр. 2 КВ  | 7:56,37  | 6 / 19 (20) |        |